# Teodor Șișianu
Teodor Șișianu (n. 22 mai 1933, Țiganca, Cantemir (pe atunci, în Regatul România) – d. 2 aprilie 2014, București, din Republica România) doctor habilitat, profesor universitar, membru corespondent al Academiei de Științe a Moldovei, în trecut: șeful Catedrei Microelectronica și Dispozitive cu Semiconductori din cadrul Facultății de Calculatoare, Informatică și Microelectronică a Universității Tehnice a Moldovei.
Domeniile cercetărilor științifice: Fizica și Tehnica Semiconductorilor și Dielectricilor; Dispozitive Semiconductoare; Microelectronica. A publicat peste 200 lucrări științifice, 5 monografii, peste 80 referate la Conferințe Științifice Internaționale și Naționale.

## Cursuri universitare și post universitare
- Teoria și calculul dispozitivelor semiconductoare;
- Traductoare și senzori cu semiconductori și fibre optice;
- Bazele microelectronicii;
- Curs special de Electronică actuală;

## Colaborări Internaționale
- Profesor invitat în Marea Britanie(1995);

## Conducător de proiecte
- SOROS (1994);
- INTAS (1995);
- Copernicus (1998);
- Preproiect Tempus (1995-1996);
- Proiect Tempus (1998-2001).